# 姚顺
姚順（英語：Anthony Yao Shun，1965年12月3日—，聖名：安多尼）是天主教中國籍主教及中國天主教愛國會成員，獲得中國政府與聖座共同承認。現任集寧教區正權主教。

## 生平
姚順出生於1965年12月3日的中國內蒙古烏蘭察布市察哈爾右翼前旗平地泉鎮。他於1991年畢業於中國天主教神哲學院，並在同年5月19日晉鐸。
此後，他留在神哲學院擔任禮儀教師。1994年至1998年間，曾赴美國聖若望大學深造，並獲禮儀學碩士學位。回國後，他繼續在神哲學院執教禮儀，並歷任中國官方組織的中國天主教愛國會與中國天主教主教團禮儀委員會執行秘書及副主任。
2010年，姚順回到集寧教區出任教區副主教及主教座堂主任司鐸，且同年起出任內蒙古自治區天主教教務委員會副主任、烏蘭察布市天主教“兩會”主任。
2017年6月9日，集寧教區正權主教劉世功去世，主教一職暫時空缺。2018年9月22日，中梵就主教任命權達成協議。2019年8月26日，姚順獲時任教宗方濟各任命為集甯教區正權主教，並由呼和浩特總教區主教孟青祿祝聖就任。
這是臨時協議簽定之後中國首次舉行的主教祝聖儀式。在祝聖儀式中，宣讀的官方批准書，除了提到姚順當選是根據“聖教會選舉主教的傳統”和“中國天主教主教團的規定”，並特別指出“人選經教宗同意”。